# Petar Mladenov
Peter Toshev Mladenov (Bulgaars: Петър Тошев Младенов) (Tosjevtsi, oblast Vidin, 22 augustus 1936 - Sofia, 31 mei 2000) was president van Bulgarije.

## Biografie
Peter Mladenov werd op 22 augustus 1936 geboren in Tosjevtsi, een klein dorpje in het noordwesten van Bulgarije. Zijn vader, Tosjo Mladenov, werd in 1944 door een antifascistische partizaan vermoord.
In 1964 huwde hij met Galja Mladenova (geboren 1937). Het paar kreeg een dochter, Tatiana, van wie zij vier kleinkinderen hebben gekregen.

## Carrière
Mladenov was een lid van de Bulgaarse Communistische Partij BKP. In 1971 werd hij minister van Buitenlandse Zaken (tot 1989) en in 1977 hoofd van de planningscommissie van het politbureau.
Op 10 november 1989 leidde hij een paleiscoup tegen de secretaris van het centraal comité van de BKP, Todor Zjivkov. Dezelfde dag nog trad Zjivkov af en werd Mladenov secretaris van het centraal comité (dat wil zeggen partijleider). Hij begon direct besprekingen met de oppositie, wat resulteerde in een democratisering van de Bulgaarse staat.
Op 17 november 1989 werd hij tevens voorzitter van de Staatsraad (dat wil zeggen staatshoofd). Na een grondwetswijziging werd de speciale rol van de BKP geschrapt (15 januari 1990) en stapte Mladenov als partijleider op (2 februari 1990; de KPB veranderde haar naam in Bulgaarse Socialistische Partij). Na de afschaffing van de Staatsraad werd Mladenov op 3 april 1990 president van de Republiek Bulgarije. Op 6 juli 1990 werd Mladenov door de anticommunistische oppositie tot aftreden gedwongen.

## Overlijden
In 1986 kreeg Mladenov een overbruggingsoperatie in Houston. Op 31 mei 2000 overleed Mladenov en kreeg een grootse staatsbegrafenis.